# Route nationale 39 (Congo-Kinshasa)
Pour les articles homonymes, voir Route nationale 39.
La route nationale 39 (RN39) est une route nationale de la République démocratique du Congo parcourant 999 km.

## Parcours
Elle relie la RN1 dans le Kasaï entre Tshikapa et Kananga, à la frontière angolaise à Dilolo, et à la RN1 dans le Haut-Katanga entre Likasi et Lubudi.
Les villes principales traversées par la RN39 sont, du Nord au Sud et d’Est en Ouest : Kazumba, Mboi, Luiza, Kapanga, Sandoa, Dilolo, Mutshatsha, Kolwezi.